# Serra de la Cogulera
La Serra de la Cogulera és una serra situada entre els municipis de Santa Maria de Besora i de Sant Quirze de Besora a la comarca d'Osona, amb una elevació màxima de 916 metres.